# جون ألت
جون ألت (بالإنجليزية: John Alt)‏ هو لاعب كرة قدم أمريكية أمريكي، ولد في 30 مايو 1962 في شتوتغارت في ألمانيا.

## وصلات خارجية
- جون ألت على موقع مرجع كرة القدم المحترفة.كوم (الإنجليزية)